# Ernesto Grassi

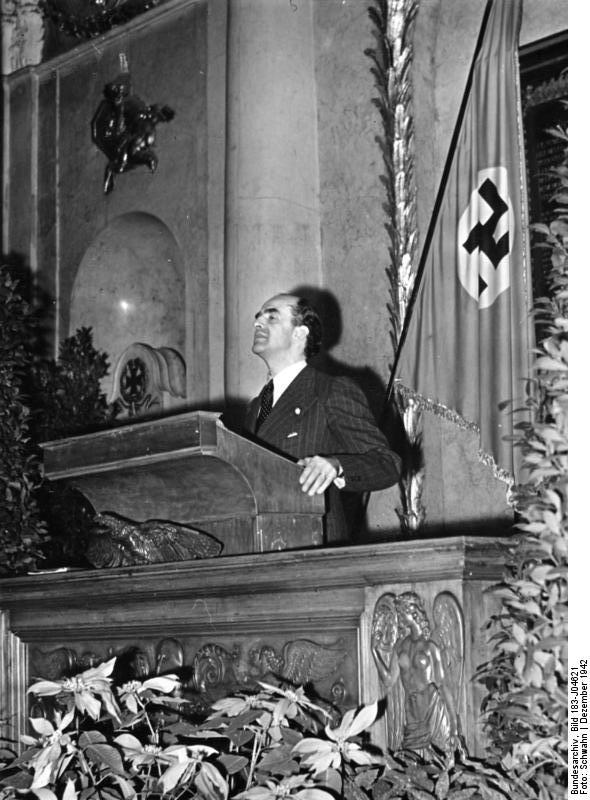
Ernesto Grassi à l'université de Berlin pour l'inauguration de l'Institut Studia Humanitatis, le 7 décembre 1942.

Ernesto Grassi (Milan, 2 mai 1902 - Munich, 22 décembre 1991) est un philosophe italien, figure importante de la philosophie européenne. 

## Biographie
En France, seuls deux de ses ouvrages, Humanisme et marxisme et La Métaphore inouïe, ont été traduits. 
Il jouit d'un grand prestige en Italie et surtout en Allemagne où il passa la plus grande partie de son existence. 
Son œuvre est en grande partie écrite en allemand. Elle s'articule aux travaux de Piero Martinetti, Edmund Husserl, Maurice Blondel et surtout Martin Heidegger. En 1942, il convainc Benito Mussolini de publier un colloque de ce dernier su Platon, malgré les réticences de Joseph Goebbels.

## Œuvres dans les différentes langues européennes
- Il problema della metafisica platonica, Laterza, Bari 1932, 227 pp.
- Dell’apparire e dell’essere (seguito da Linee della filosofia tedesca contemporanea), La Nuova Italia, Firenze 1933, 97 pp.
- Vom Vorrang des Logos. Das Problem der Antike in der Auseinandersetzung zwischen italienischer und deutscher Philosophie, Beck, München 1939, 218 pp.
- Gedanken zum Dichterischen und Politischen. Zwei Vorträge zur Bestimmung der geistigen Tradition Italiens, Küpper, Leipzig 1939, 48 pp.
- Wirklichkeit als Geheimnis und Auftrag. Die Exaktheit der Naturwissenschaften und die philosophische Erfahrung, in collaborazione con Thure von Uexküll, Francke, Bern 1945, pp. 130.
- Verteidigung des Individuelles Lebens. Studia humanitatis als Philosophische Überlieferung, Francke, Bern 1946, 176 pp.
- Von Ursprung und Grenzen der Geistewissenschaften und Naturwissenschaften, in collaborazione con Thure von Uexküll, Verlag A. Francke, Bern 1950, 254 pp.
- Die Einheit unseres Wirklichkeitsbildes und die Grenzen der Einzelwissenschaften, a cura di Ernesto Grassi e Thure von Uexküll, Lehnen, München 1951, 196 pp.
- Reisen ohne anzukommen. Südamerikanische Meditationen, Rowohlt, Hamburg 1955, 144 pp.
- Kunst und Mythos, Rowohlt, Hamburg 1957, 167 pp.
- Die zweite Aufklärung: Enzyklopädie heute. Mit lexikalischem Register zu Band 1-75, Rowohlt, Hamburg 1958, 304 pp.
- Die Theorie des Schönen in der Antike, M. DuMont Schauberg, Köln 1962, 287 pp.
- Macht des Bildes. Ohnmacht der rationalen Sprache. Zur Rettung des Rhetorisches, DuMont Schauberg, Köln 1970, 231 pp.
- Arte come antiarte. Teoria del bello nel mondo antico, traduzione di Carlo Hermanin, Paravia, Torino 1972, pp. 133.
- Humanismus und Marxismus. Zur Kritik der Verselbständigung von Wissenschaft [Mit einem Anhang “Texte italienischer Humanisten”], Rowohlt, Hamburg 1973, 274 pp.
- Die Macht der Phantasie. Zur Geschichte abendländischen Denkens, Athenäum, Königstein/Ts. 1979, 267 pp.
- Macht des Bildes. Ohnmacht der rationalen Sprache. Zur Rettung des Rhetorischen, Fink, München 1979, 231 pp.
- Rhetoric as Philosophy. The Humanist Tradition, traduzione di John Michael Krois e Azized Azodi, The Pennsylvania State University Press, University Park and London 1980, 122 pp.
- Heidegger and the Question of Renaissance Humanism. Four Studies, traduzione di Ulrich Hemel-John Michael Krois, State University of New York at Binghamthon, Binghamton/N.Y. 1983, in Medieval and Renaissance Texts and Studies, vol. XXI, 103 pp.
- Heidegger e il problema dell’umanesimo, traduzione di Enrichetta Valenziani-Giovanna Barbantini, Guida, Napoli 1985, 105 pp.
- Einführung in philosophische Probleme des Humanismus, Wissenschaftliche Buchgesellschaft, Darmstadt 1986, 171 pp.
- Folly and Insanity in Renaissance Literature, in collaborazione con Maristella Lorch, traduzione di John Michael Krois e Mario A. Di Cesare, University Center at Binghamtom, Binghamton/N.Y. 1986, in Medieval and Renaissance Texts and Studies, vol XLII, 128 pp.
- La preminenza della parola metaforica. Heidegger, Meister Eckhart, Novalis, Mucchi editore, Modena 1987, 77 pp.
- La filosofia dell’umanesimo. Un problema epocale, traduzione di Enrichetta Valenziani, Tempi Moderni, Napoli 1988, 218 pp.
- Renaissance Humanism. Studies in Philosophy and Poetics, traduzione di Walter Veit, Center for Medieval and Early Renaissance Studies, Bimhamton/N.Y. 1988, 145 pp.
- Umanesimo e retorica. Il problema della follia, traduzione di Enrichetta Valenziani e Giovanna Barbantini, Mucchi, Modena 1988, 119 pp.
- Potenza dell’immagine. Rivalutazione della retorica, traduzione di Liliana Croce e Massimo Marassi, Guerini e Associati, Milano 1989, 267 pp.
- La metafora inaudita, a cura di Massimo Marassi, Aestetica, Palermo 1990, 167 pp.
- Potenza della fantasia. Per una storia del pensiero occidentale, a cura di Claudio Gentili, Guida, Napoli 1990, 264 pp.
- Vico and Humanism. Essays on Vico, Heidegger and Rhetoric, Peter Lang, New York 1990, pp. 217.
- Filosofare noetico non metafisico. L'Alcesti e il Don Chisciotte, in collaborazione con Emilio Hidalgo y Serna, Congedo Editore, Galatina 1991, 55 pp.
- Vico e l’umanesimo, traduzione di Antonio Verri, Guerini e Associati, Milano 1992, 244 pp.
- Il dramma della metafora. Euripide, Eschilo, Sofocle, Ovidio, a cura di Massimo Marassi, L’officina tipografica, Roma 1992, 177 pp.
- Die unerhörte Metapher, traduzione di Emilio Hidalgo y Serna, Hain, Frankfurt a. M. 1992, 280 pp.
- Arte e mito, edizione riveduta ed ampliata dall’Autore, traduzione e cura di Carlo Gentili, La Città del Sole, Napoli 1996, 240 pp.
- Retorica come filosofia. La tradizione umanistica, traduzione di Roberta Moroni, a cura di Massimo Marassi, La Città del Sole, Napoli 1999, 199 pp.
- Viaggiare ed errare. Un confronto con il Sudamerica, traduzione di Cristina De Santis, a cura di Massimo Marassi, La Città del Sole, Napoli 1999, 201 pp.
- Rhetoric as Philosophy. The Humanist Tradition, traduzione di John Michael Krois e Azized Azodi, Southern Illinois University Press, Southern Illinois University 2001, 123 pp.